# Mecynodes asmaricus
Mecynodes asmaricus är en skalbaggsart som beskrevs av Vladimir Balthasar 1955. Mecynodes asmaricus ingår i släktet Mecynodes och familjen Aphodiidae. Inga underarter finns listade i Catalogue of Life.